# Minamishimabara
Minamishimabara (jap. 南島原市 Minamishimabarashi) ist eine Stadt der Präfektur Nagasaki auf der Shimabara-Halbinsel auf Kyūshū, Japan.

## Geschichte
Sie wurde am 31. März 2006 durch die Zusammenlegung der Gemeinden Arie (有家町, -chō), Fukae (深江町, -chō), Futsu (布津町, -chō), Kazusa (加津佐町, -chō), Kitaarima (北有馬町, -chō), Kuchinotsu (口之津町, -chō), Minamiarima (南有馬町, -chō) und Nishiarie (西有家町, -chō) des Landkreises Minamitakaki gegründet. Der Landkreis hörte dadurch auf zu bestehen.

## Verkehr
- Straßen:
  - Nationalstraße 57, 251, 389
- Zug:
  - Shimabara-Railway-Linie: nach Isahaya

## Söhne und Töchter der Stadt
- Fumio Kyūma (* 1940), Politiker

## Angrenzende Städte und Gemeinden

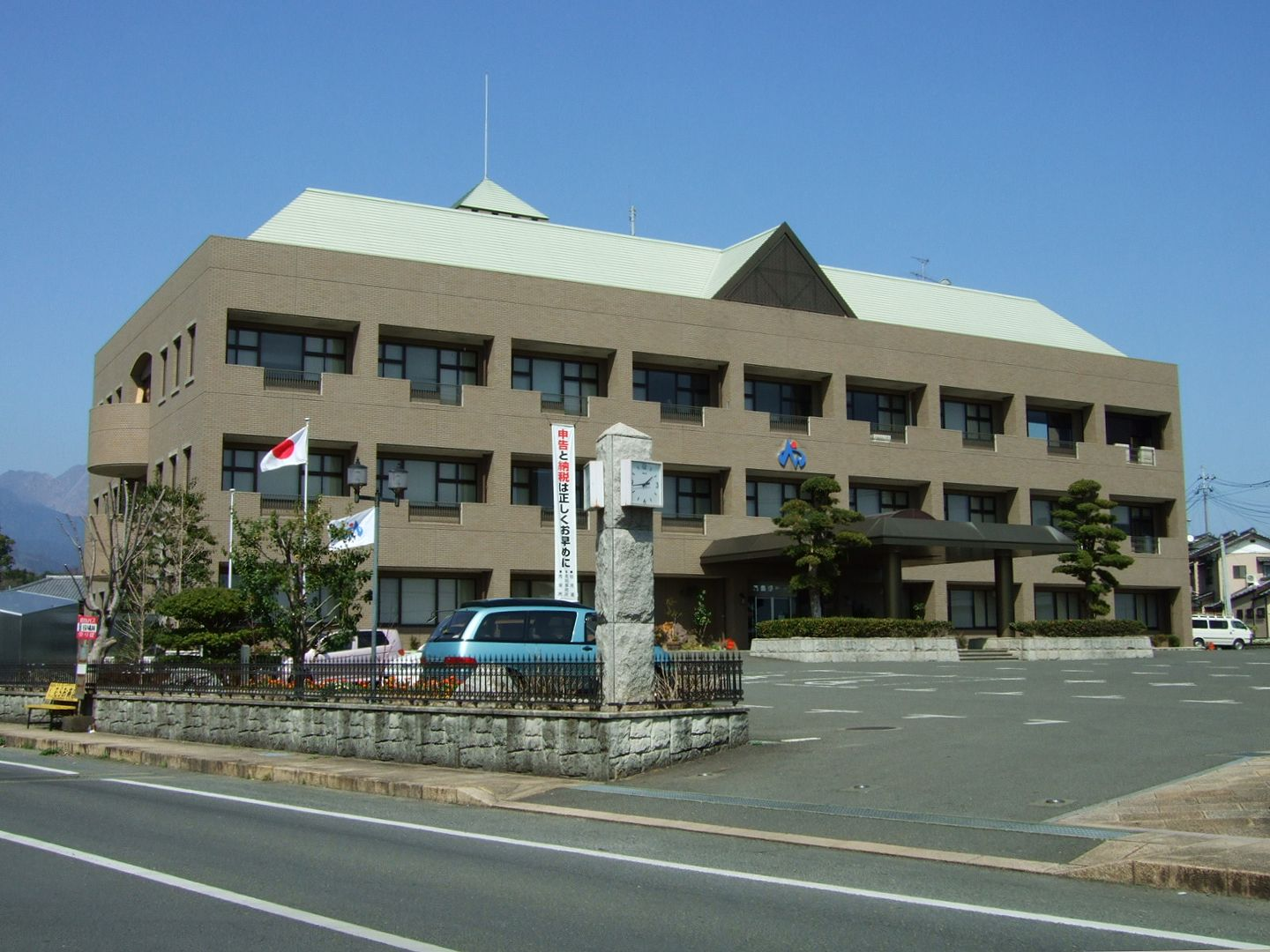
Rathaus von Minamishimabara

- Unzen
- Shimabara